# 顯徑站
顯徑站（英語：Hin Keng Station）是一個位於香港新界沙田區徑口顯徑邨，屬於港鐵屯馬綫的鐵路車站，車站於2020年2月14日啟用。
雖然東鐵綫在顯徑站旁邊經過，但並不在此設站。

## 車站構造
顯徑站樓高2層，樓面面積約為9,200平方米，是沙中綫項目中唯一的架空車站。車站大堂位於地面，而月台設於大堂之上，而與車站相連的獅子山鐵路隧道亦設有通風設施。為了配合相連遊樂場的景觀，車站設計並採用大自然概念，包括首次以循環再造的木屑及塑膠廢料製成的「再用塑料木材」建造木色外牆遮陽板，垂直與車站頂部綠化。除了可以達到自然採光之餘，亦可減低車站室溫。

### 樓層
| U2                | 月台         | \| 側式 · 開右邊车门 \| \| \| \| \| \| \| 1 \| 屯馬綫往屯門（鑽石山） \| \| \| \| \| \| 屯馬綫往烏溪沙（大圍） \| 2 \| \| \| 側式 · 開右邊车门 \| \| \| \| \| |   |  |
| G                 | 大堂         | 出入口、智能客務中心、車站商店、上落客區、會員服務站、洗手間                                                                                                  |   |  |
| G                 | 港鐵大圍車廠 | 車廠越位軌道 |   |  |
| 側式 · 開右邊车门 |              | |   |  |
|                   | 1            | 屯馬綫往屯門（鑽石山） |   |  |
|                   |              | 屯馬綫往烏溪沙（大圍） | 2 |  |
| 側式 · 開右邊车门 |              | |   |  |

### 大堂及出入口
顯徑站大堂設於地面，而原先車站會設有客務中心，但於車站投入服務後則改為智能客服中心，不再有職員駐守，而其中一側並設有特大天氣顯示屏，乘客須以視像對話機向位於金鐘站的港鐵職員查詢及處理車務。同時因應反修例運動關係，站內加設特別保護措施，其中八達通閱卡器以防火厚膠板覆蓋，智能客務中心的牆身改為採用聚碳酸酯。
- 車站大堂（2023年7月）
- 大堂付費區內設有洗手間（2023年7月）
- 大堂設有多功能售票機（2023年7月）
- 智能客務中心，其外觀印有前地鐵公司退休建築師區傑棠書寫的站名書法大字（2023年7月）

而目前顯徑站只設有一個出入口，位於車公廟路旁，而出入口外亦設有緊急行車通道。另外港鐵並在車站出入口兩旁設置了10間商店空間。
|                           |        | |      |
| 編號                      | 指示   | 建議前往目的地 | 圖片 |
| 出口 · A · 无障碍通道标志 | 顯徑邨 | 顯徑邨、香港中文大學校友會聯會張煊昌學校、雲疊花園、迦密愛禮信小學、 車公廟路遊樂場、才俊學校、下徑口村、梁文燕紀念中學（沙田）、名家匯、顯徑邨多層停車場、民政事務總署顯徑鄰里社區中心、顯徑商場、顯徑體育館、顯田遊樂場、顯田游泳池、顯田村、顯耀邨、瑞峰花園、嘉徑苑、嘉順苑、嘉田苑、嘉田苑停車場、樂善堂楊葛小琳中學、隆亨邨、聚龍居、保良局朱敬文中學、保良局王賜豪（田心谷）小學、博愛醫院陳楷紀念中學、耆康會王華湘紀念長者鄰舍中心、耆康會王余家潔紀念護理安老院、沙田濾水廠、上徑口村、博思會、仁安醫院 |      |
| 註： 設有                 |        | |      |

- 車站外的緊急行車通道（2023年7月）
- 車站商店（2023年7月）

### 月台
顯徑站設有兩個側式月台，並採用對向式月台排列，所有月台並已裝設月台幕門。
另外，顯徑站月台雖採用自然通風設計（實際上月台頂部仍裝設小型風扇組，在夏天開啟以加強空氣流動），但裝設月台幕門，而港鐵其餘採用自然通風車站月台均僅安裝月台閘門或不設月台幕門／閘門，此外顯徑站亦是目前唯一一個使用月台幕門的沙田區車站。
- 1號月台（2021年7月）
- 2號月台（2021年7月）

### 車站藝術
顯徑站設有一組車站藝術品，位於車站A出口上方。
|  | 《百家曬被》 | 吳家俊（香港） | A出口上方位置 | 2020年2月 |

## 歷史

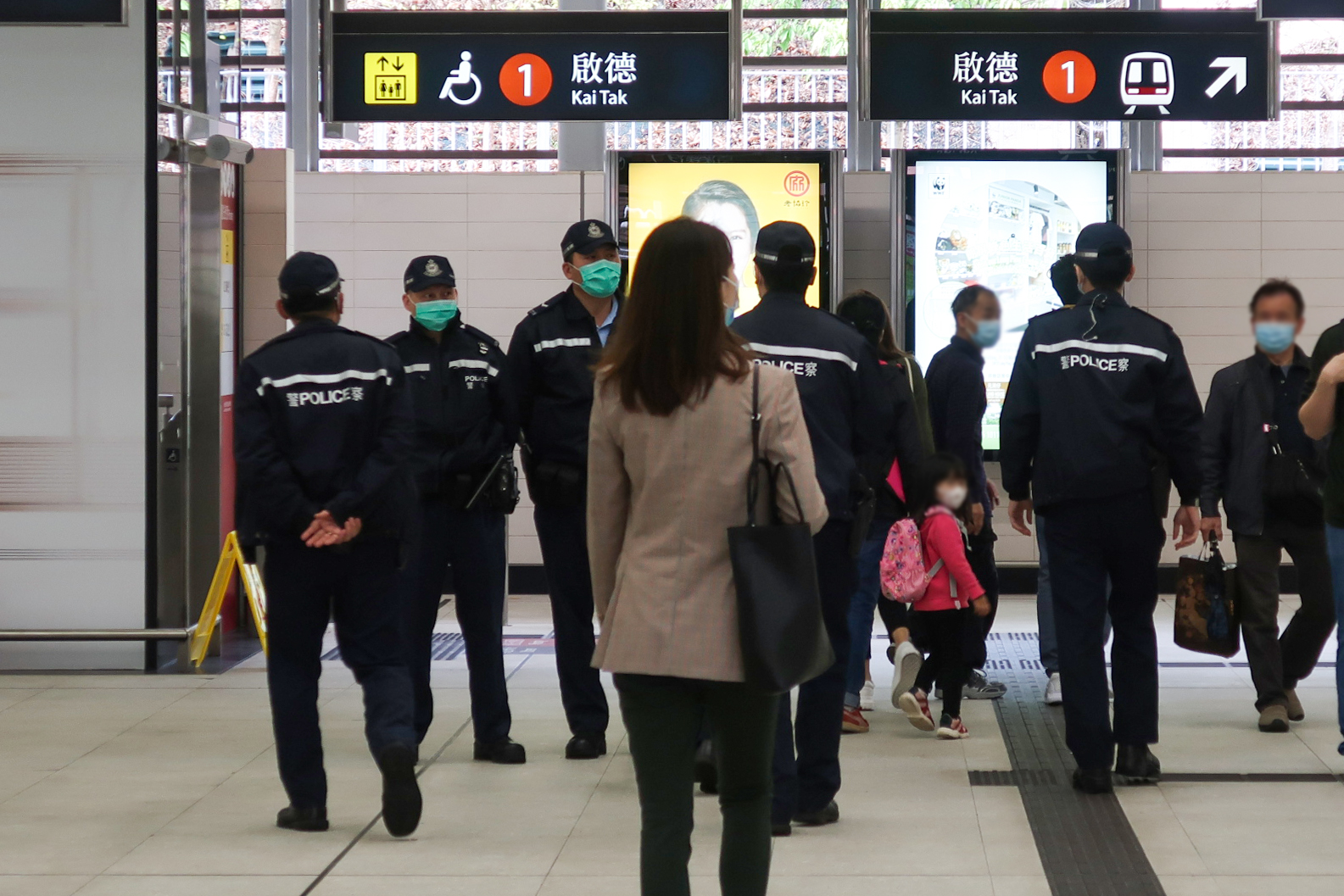
車站啟用首天，有多名警員在大堂巡邏

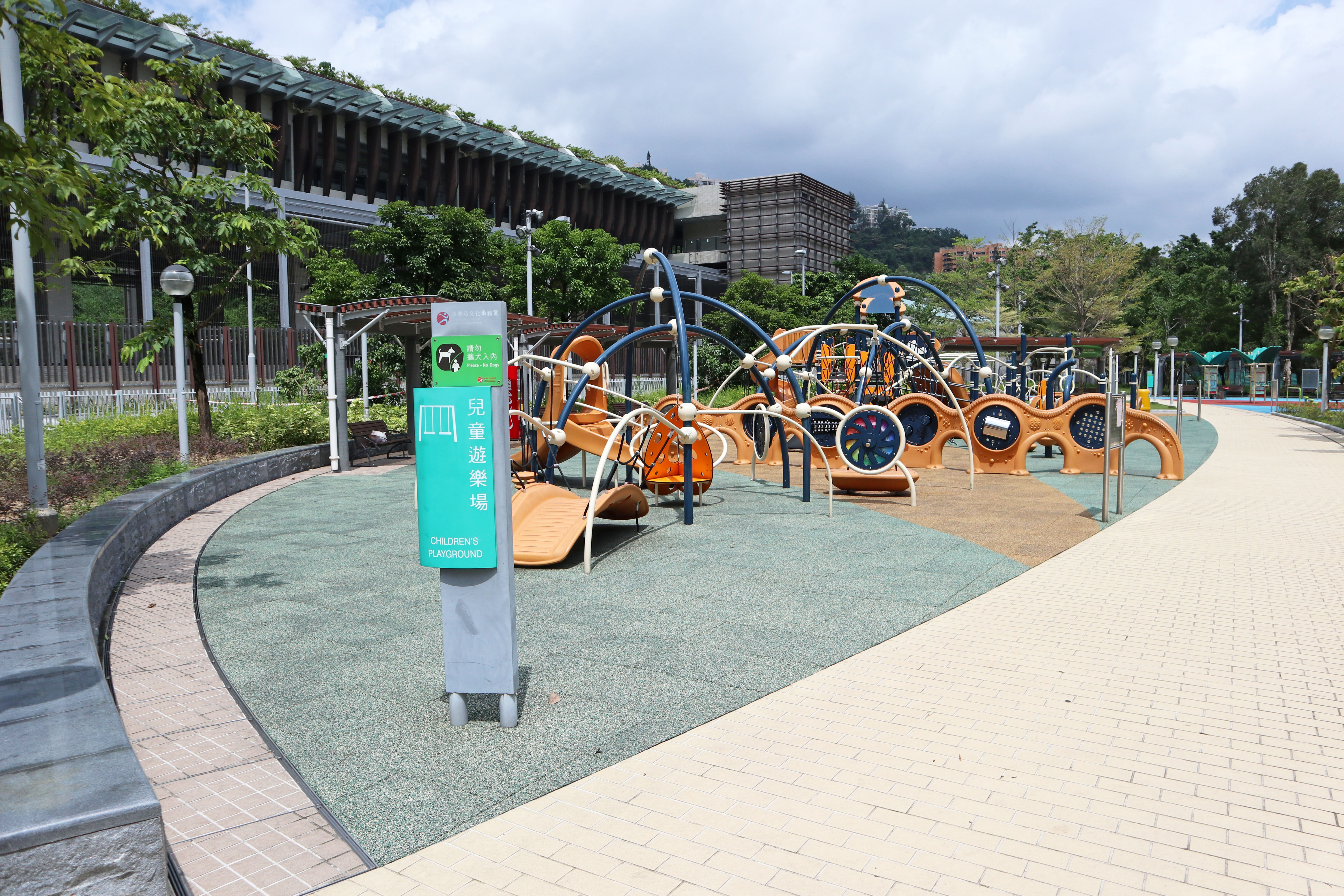
車站外由康文署負責重建的顯田遊樂場（2020年9月）

在1996年12月，路政署曾就包括馬鞍山鐵路在內的東鐵延線計劃委聘顧問公司進行研究，並初步建議將馬鞍山鐵路的南端終點站定於此站。但是，在最後的興建方案中，則取消建造顯徑站，僅在此處預留較長越位軌道作日後擴展之用。
而在開始訂定沙田至中環綫方案之時，興建顯徑站再次被放上議程。當時顯徑邨一帶的人口只有3萬多人，低於設立車站所需的5萬人。在原先的計劃，顯徑站不會在沙田至中環綫興建時設立，而是會作出預留，以供日後建站。然而沙田區的居民組織公民力量在2008年2月8日表示，顯徑站可以緩解大圍站轉車站的壓力，建議分階段興建沙中綫，並先行興建大圍至鑽石山一段，當中包括顯徑站。
時任運輸及房屋局局長鄭汝樺在2008年10月30日於立法會上，原則上認為在設計及需求上有理據增設顯徑站，並會以此為方向進行規劃。而沙田區議員林松茵亦認為增設車站後，當地居民可節省往大圍站轉車到市區的時間及金錢，同時可以吸引沙田區居民使用顯徑區內的體育館及游泳池。
2009年1月13日，政府表示將會在沙田至中環綫加設顯徑站。因為顯徑邨一帶有足夠的人口及社區設施，而且額外興建顯徑站的成本不高。車站落成後可望紓緩大圍站的擠迫情況。而為了興建車站，港鐵需要遷移顯田遊樂場部分休憩設施、沙田植物檢疫站及漁農自然護理署新界南動物管理中心等。
另外，有位於顯徑站附近的嘉田苑居民早在車站興建階段已一直爭取興建行人天橋連接車站與其相對的設施。而時任立法會議員劉慧卿曾在2013年向時任運輸及房屋局局長張炳良反映問題，但政府認為車公廟路的行車流量不多，故不需要增設行人天橋。
顯徑站於2015年4月30日平頂，標誌着該站的土木工程已經完成，並成為沙中綫首個平頂的車站。而車站耗資近12億港元興建，由五洋建設負責興建，並於2018年11月30日完工交付。不過因造假及偷工減料醜聞，故車站啟用日期多番延遲。而重置後的顯田遊樂場亦於2018年7月16日對外開放。
2020年2月14日，顯徑站連同鑽石山站擴建部分以及啟德站一同對外開放；從首次提擬興建此站至正式啟用，歷時約23年。為了順利通車，警方在同月13日晚上派出多名身穿防暴裝、隸屬新界南總區的警員，以及鐵路應變部隊在顯徑站外戒備。而外面停泊了數十輛警車。直至車站啟用當日早上仍見有數名防暴警員在不同出入口駐守。
另外，由車站啟用當日（2020年2月14日）至2022年1月1日期間，於顯徑站使用八達通出入閘的乘客每程亦可享港幣1元（成人）或0.5元（包括小童、長者、殘疾人士及學生）的車費扣減。

### 獲獎
顯徑站因實行一系列環保及低碳措施，而獲得英國建築研究院綠色建築評估體系「卓越（Excellent）」評級，是全球首個獲得此類獎項評級的鐵路車站。

## 工程期間相片
| 工程期間相片 |
| --- |
| - 2013年8月，顯徑站位置前身為新界南動物管理中心 - 2014年1月，新界南動物管理中心搬遷後，原址準備興建顯徑站 - 興建中的顯徑站（2015年1月） - 興建中顯徑站A出口（2015年1月） - 興建中的顯徑站（2015年6月） - 已經完工的顯徑站（2018年7月） - 興建中顯徑站A出口（2015年6月） - 裝修中顯徑站A出口 - 裝修中顯徑站月台 - 裝修中顯徑站商店 - 裝修中顯徑站月台 |

## 外部連結
- 港鐵公司－顯徑站街道圖 （页面存档备份，存于）
- 港鐵公司－顯徑站位置圖 （页面存档备份，存于）
- 港鐵公司－顯徑站列車服務時間 （页面存档备份，存于）
- 香港鐵路大典上的相关条目：顯徑站